# ふたりでタンゴを
ふたりでタンゴをはNHK総合テレビジョン「水曜ドラマの花束」で1999年8月4日から9月22日まで放送されたテレビドラマ。。

## キャスト
山田正太郎
演 - 三國連太郎　
鈴木サヨ子
演 - 市原悦子　
高森裕一
演 - 加藤晴彦　
小松崎奈美
演 - 辺見えみり
保科健三
演 - 愛川欽也
小松崎靖
演 - 近藤正臣
梶本ユキ
演 - 小林幸子
その他
演 - 綿引勝彦

## スタッフ
- 作 - 鴨井達比古[1]
- 音楽 - 菅野由弘[1]
- 制作統括 - 小見山佳典[1]、阿部康彦[1]
- 演出 - 村上佑二[1]、若泉久朗[1]

## サブタイトル
1. 逃げる男追う女
2. 愛はまぼろしか
3. 顔も見たくない奴
4. 女の一念・男の意地
5. 腐れ縁だよ人生は